# Schiphol Plaza

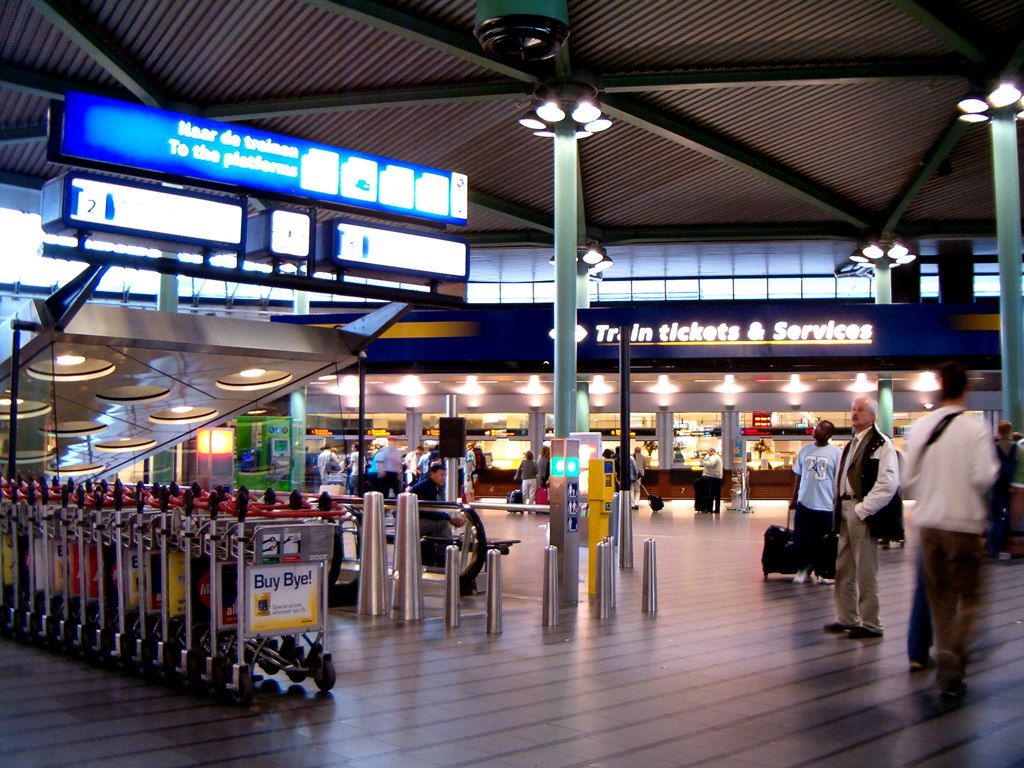
Schiphol Plaza

Schiphol Plaza (oficialmente:Shopping Centre Schiphol Plaza) es un gran centro comercial ubicado en el aeropuerto de Schiphol, Haarlemmermeer (un municipio cerca de Ámsterdam), Países Bajos. El centro comercial se encuentra antes del control de pasaportes, y por lo tanto es accesible a todos los visitantes. Las tiendas se encuentran abiertas los siete días de la semana, de 7:00 a 24:00 horas.
El Schiphol Plaza se abrió en julio de 1995. En julio de 2006, se diseñó un nuevo logo para el centro comercial, y se desarrolló una campaña publicitaria para promocionar el establecimiento.
El meeting-point, rojo y blanco, titulado Coda, fue diseñado por el artista Dennis Adams en 1995.